# جوش هندرسون
جوش هندرسون (بالإنجليزية: Josh Henderson)‏ (و. 1981 – م) هو ممثل، ومغني، وممثل تلفزيوني، وعارض، من الولايات المتحدة الأمريكية، ولد في دالاس، تكساس.

## وصلات خارجية
- جوش هندرسون على موقع IMDb (الإنجليزية)
- جوش هندرسون على موقع ألو سيني (الفرنسية)
- جوش هندرسون على موقع ميوزك برينز (الإنجليزية)
- جوش هندرسون على موقع تيرنر كلاسيك موفيز (الإنجليزية)
- جوش هندرسون على موقع أول موفي (الإنجليزية)
- جوش هندرسون على موقع قاعدة بيانات برودواي على الإنترنت (الإنجليزية)
- جوش هندرسون على موقع قاعدة بيانات الأفلام السويدية (السويدية)
- جوش هندرسون على موقع إن إن دي بي (الإنجليزية)
- جوش هندرسون على موقع قاعدة بيانات الفيلم (الإنجليزية)
- جوش هندرسون على موقع كينوبويسك (الروسية)